# Revenge (álbum de Eurythmics)
Revenge es el sexto álbum de estudio del dúo británico Eurythmics, publicado en 1986 por RCA Records.

## Lista de canciones
| N.º | Título                | Duración |  |
| 1.  | «Missionary Man»      | 4:28     |  |
| 2.  | «Thorn in My Side»    | 4:15     |  |
| 3.  | «When Tomorrow Comes» | 4:28     |  |
| 4.  | «The Last Time»       | 4:10     |  |
| 5.  | «The Miracle of Love» | 5:04     |  |
| 6.  | «Let's Go!»           | 4:08     |  |
| 7.  | «Take Your Pain Away» | 4:30     |  |
| 8.  | «A Little of You»     | 3:53     |  |
| 9.  | «In This Town»        | 3:44     |  |
| 10. | «I Remember You»      | 5:00     |  |

## Créditos

### Eurythmics
- Annie Lennox – voz principal y coros
- David A. Stewart – guitarra eléctrica y coros

### Otros colaboradores
- Patrick Seymour – sintetizadores
- Clem Burke – batería híbrida y caja de ritmos
- Jimmy Zavala – saxofón
- Jannick Top – bajo
- Joniece Jamison – coros
- Michael Kamen – arreglo de cuerdas y conducción
- John McKenzie – bajo
- Bernita Turner – coros
- Phil Chen – bajo
- Jon Bavin – sintetizadores
- Gully – guitarra sintetizada

## Premios
Premios Grammy
| Año  | Ganador          | Categoría                       |
| ---- | ---------------- | ------------------------------- |
| 1986 | "Missionary Man" | Mejor canción de un dúo o grupo |